# Nunciatura apostólica en Guatemala
La Nunciatura Apostólica en Guatemala es una embajada de la Santa Sede ante la República de Guatemala con la que mantiene relaciones diplomáticas.

## Historia
La nunciatura apostólica en Guatemala fue establecida el 15 de marzo de 1936 por el Papa Pío XI como transformación de la delegación apostólica en Guatemala, que tiene su origen en el cargo de internuncio apostólico en Centroamérica.

## Función
La Nunciatura Apostólica tiene como función informar, de modo estable y objetivo, a la Santa Sede sobre las condiciones de las sedes metropolitanas, diócesis, ordinariato militar, vicariatos apostólicos, órdenes y congregaciones religiosas que hacen vida en Guatemala, esto para ayudar, aconsejar y colaborar con la Conferencia Episcopal de Guatemala y con cada uno de los obispos de la República de Guatemala, respetando naturalmente el ejercicio de la jurisdicción que le es propia; y una función diplomática, cuyo objeto es promover y favorecer las relaciones entre la Santa Sede y Guatemala, favoreciendo el diálogo entre todos los ciudadanos.

## Representantes de la Santa Sede en Guatemala
| Imagen | Nombre                       | Inicio                   | Fin                     | Detalles adicionales |
| ------ | ---------------------------- | ------------------------ | ----------------------- | --- |
|        | Albert Levame                | 15 de marzo de 1936      | 12 de noviembre de 1939 | |
|        | Giuseppe Beltrami            | 20 de febrero de 1940    | 15 de noviembre de 1945 | |
|        | Giovanni Castellani          | 18 de diciembre de 1945  | 23 de agosto de 1951    | |
|        | Gennaro Verolino             | 5 de septiembre de 1951  | 25 de febrero de 1957   | Nuncio durante el Golpe de Estado en Guatemala de 1954. La nunciatura, junto a las embajadas de México, Brasil y Chile funcionó como un asiladero de cientos de perseguidos. |
|        | Giuseppe Paupini             | 25 de febrero de 1957    | 23 de mayo de 1959      | |
|        | Ambrogio Marchioni           | 1 de julio de 1959       | 1 de septiembre de 1964 | |
|        | Bruno Torpigliani            | 1 de septiembre de 1964  | 3 de agosto de 1968     | Nuncio durante el secuestro del Mario Casariego, arzobispo de Santiago de Guatemala                                                                                          |
|        | Girolamo Prigione            | 27 de agosto de 1968     | 2 de octubre de 1973    | |
|        | Emanuele Gerada              | 8 de noviembre de 1973   | 15 de octubre de 1980   | |
|        | Oriano Quilici               | 26 de junio de 1981      | 11 de julio de 1990     | |
|        | Giovanni Battista Morandini  | 12 de septiembre de 1990 | 23 de abril de 1997     | |
|        | Ramiro Moliner Inglés        | 10 de mayo de 1997       | 17 de enero de 2004     | |
|        | Bruno Musarò                 | 10 de febrero de 2004    | 5 de enero de 2009      | |
|        | Paul Richard Gallagher       | 19 de febrero de 2009    | 11 de diciembre de 2012 | |
|        | Nicolas Thévenin             | 5 de enero de 2013       | 4 de noviembre de 2019  | |
|        | Francisco Montecillo Padilla | 17 de abril de 2020      | En el cargo             | |